# Burroughs Corporation

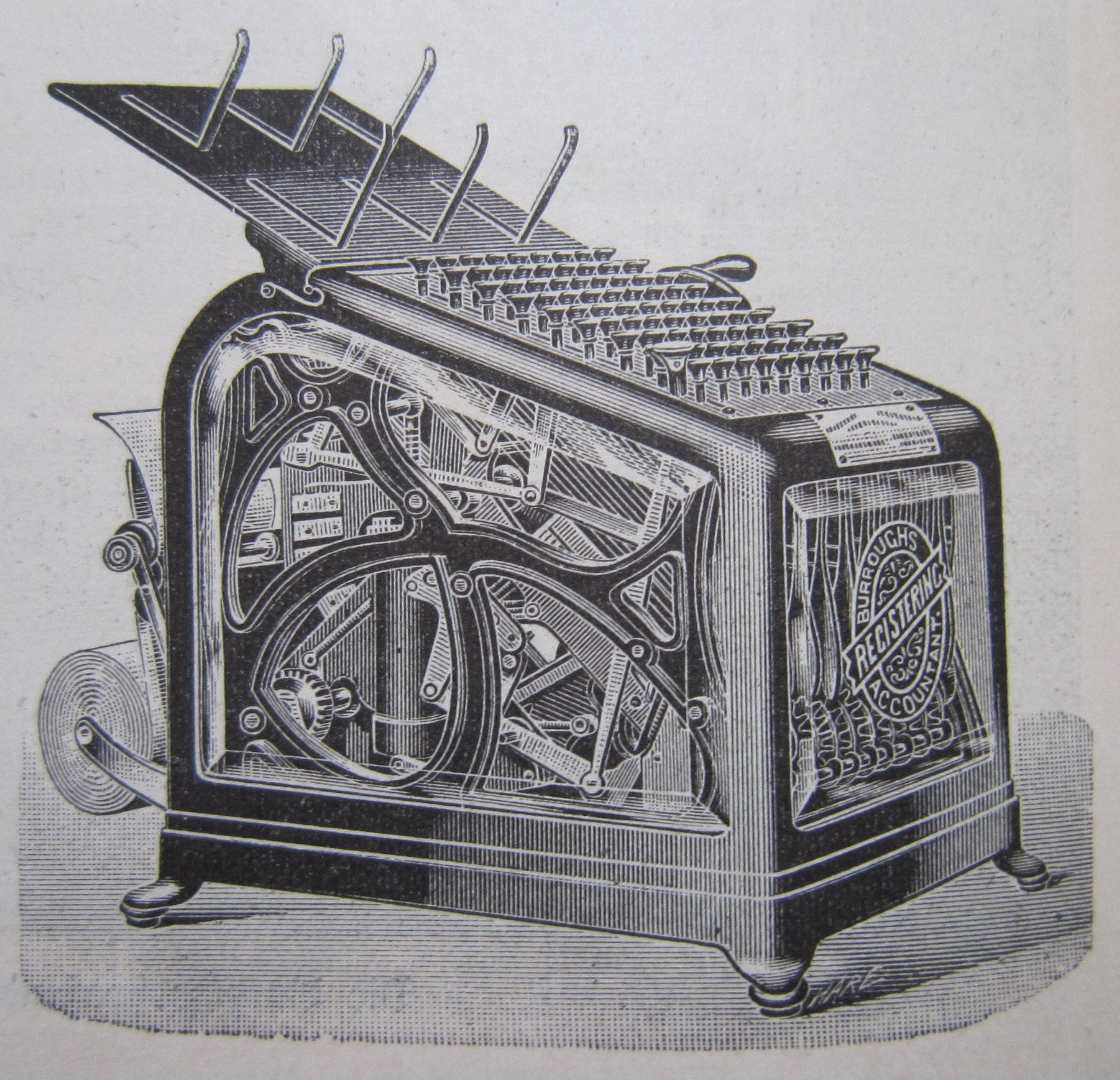
Burroughs-Additionsmaschine

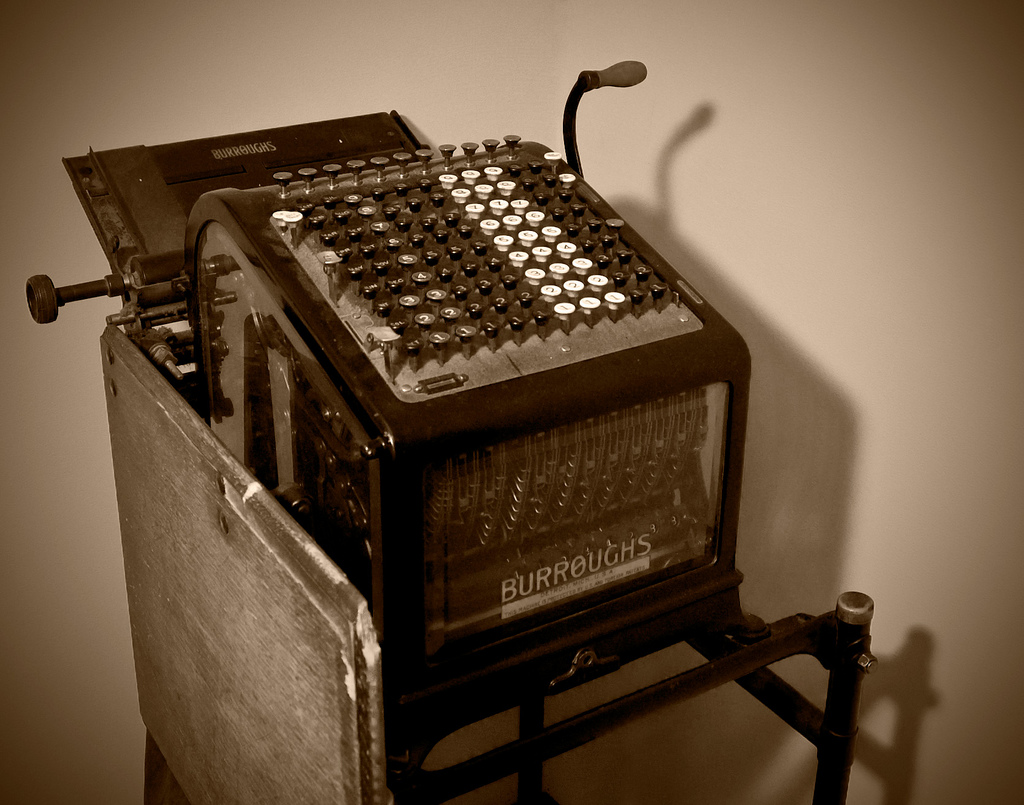
Burroughs-Addiermaschine

Die Burroughs Corporation war ein US-amerikanischer Bürogerätehersteller.

## Geschichte
Ursprünglich verkaufte die American Arithmometer Company in St. Louis von William Seward Burroughs erfundene Addiermaschinen. Am  1. Februar 1898 wurden zehn dieser Additionsmaschinen u. a. bei der Postanweisungskontrolle in München aufgestellt: Jede Machine leistet in einer Stunde bei größerer Übung des Spielers[sic!] 2000 Stück Anweisungsaufträge nebst Addition und darüber hinaus. Der Apparat ist mäßig groß, etwa 35 cm hoch und 40 cm breit, er kommt auf einem feststehenden Tisch zur Aufstellung. Durch Glaswände sehen wir in den Mechanismus des komplizierten Werkes, dessen feinsinnige Zusammenstellung außer dem genialen Erfinder wohl nur wenigen zum vollen Verständnis kommen dürfte.[...]. [Die Maschinen] machen im Postanweisungsverrechnungsdienste viele Beamte (2 pro Maschine) überflüssig [...]. Das Gewicht der Maschine beträgt einen halben Zentner. Hergestellt wird sie in Lincoln bei Nottingham (England). [...]. Nach ihrem Umzug nach Detroit im Jahre 1904 wurde ihr Name nach dem Erfinder in Burroughs Adding Machine Company geändert. Burroughs starb 1898. Burroughs wurde zum größten Hersteller von Addiermaschinen in den USA, in den 1950er Jahren wurden dann auch Schreib- und Rechenmaschinen gefertigt.
1953 wurde die Burroughs Adding Machine Company in Burroughs Corporation umbenannt und begann, nach dem Kauf der ElectroData in Pasadena, Kalifornien, mit der Herstellung von Computern für Banken. Das erste Produkt war der Computer B205 Tube. Burroughs hatte weltweit Niederlassungen, in Deutschland die Burroughs GmbH.
Auf der Basis der mechanischen Rechenautomaten wurden in Verbindung mit elektronischen Schaltungen Buchungs- und Abrechnungsautomaten entwickelt, die unter dem Namen „Sensimatic“ in Deutschland Eingang bei vielen Banken als Belegbearbeitungs- und Belegverarbeitungs-Automaten fanden. Eine besondere Kategorie waren die Magnetkontenbuchungsautomaten.
Burroughs entwickelte drei Mainframe-Rechnerarchitekturen.
- Die Burroughs-Large-Systems-Maschinen mit der B5000 (1961) waren Kellermaschinen, die in Extended Algol 60 programmiert wurden. Ihr Betriebssystem, das Master Control Program (MCP), war in ESPOL (Executive Systems Programming Oriented Language, einer geringfügigen Erweiterung von Algol) programmiert, etwa 10 Jahre vor der Entwicklung von Unix. Für die Befehls-Schnittstelle (Command Interface) existierte eine strukturierte, kompilierbare Sprache mit Prozeduren, die WFL (Work Flow Language) genannt wurde. Die Steuersprache für die Dialogschnittstelle war CANDE (command and edit).
- Die Burroughs B2000 (Medium Systems) zielten vorrangig auf den kommerziellen Markt. Sie wurden speziell für die Ausführung von COBOL-Programmen entworfen. Dazu gehörte eine Einheit für Rechenoperationen auf binär kodierte Dezimalzahlen (BCD) für das Speichern und Adressieren im Hauptspeicher mit Zahlen zur Basis 10 statt binär dargestellter.
- Die Burroughs B1700 (Small Systems) wurden mikroprogrammiert, wobei jeder Prozess potenziell seine eigene virtuelle Maschine erhielt.

Die Burroughs Corporation war von der Größe her – wenngleich nicht technologisch – immer ewiger Zweiter nach IBM. Sie war in den 1960er-Jahren eine der acht wichtigen Computerfirmen der USA (mit IBM – der Größten, Honeywell, Scientific Data Systems, Control Data Corporation, General Electric, RCA und UNIVAC). Später wurde diese Gruppe unter dem Namen BUNCH (Burroughs, UNIVAC, NCR, Control Data Corporation, und Honeywell) bekannt.
Im September 1986 verschmolz die Burroughs Corporation mit der Sperry Corporation unter dem neuen Namen Unisys Corporation.